# Никола Алексиев (учител)
Вижте пояснителната страница за други личности с името Никола Алексиев.
Никола Алексиев е български просветен деец и общественик, активист на Македонската организация.

## Биография
Никола Алексиев е роден в Солун, Македония. Завършва като стипендиант на френското посолство в Цариград Солунската българска католическа гимназия. От Солун емигрира в Пазарджик, България, където се жени за Стоянка Белопитова от Панагюрище, сестра на революционера Тодор Белопитов, и работи като учител. Участва активно в дейността на Македонската организация. От 15 и 21 юни 1897 година е делегат на Четвъртия македонски конгрес от Татарпазарджишкото македонско дружество, а от 30 юли до 5 август 1900 година - на Седмия македонски конгрес от Сливенското. Залага в банка половината от учителската си заплата, за да снабдява с оръжие македонските комити, поради което многочленното му семейство от четири сина и две дъщери изпада в немотия. Алексиев е баща на видния български художник Райко Алексиев.